# Palazzo Ruggero-Raffaeli
Der Palazzo Ruggero-Raffaeli ist ein Palast aus dem 16. Jahrhundert in Catanzaro in der italienischen Region Kalabrien. Das Gebäude liegt am Ende des Corso Giuseppe Mazzini an der Kreuzung mit der Via Francesco de Seta.

## Geschichte und Beschreibung
Der Palast liegt gegenüber der Balconata di Bellavista, einem der eindrucksvollsten Aussichtspunkte der Stadt. An seiner Stelle stand bis zum 19. Jahrhundert das Kloster der Paulaner des Heiligen Franz von Paola, das per Dekret vom 7. August 1809 aufgelöst wurde. In der Folge wurde das Gebäude vollkommen umgebaut und stellt sich heute als Resultat dieser Umbauarbeiten dar. Es hat die Besonderheit, dass die beiden Fassaden in vollkommen unterschiedlichen Stilrichtungen gestaltet sind, sodass man meint, dies seien zwei unterschiedliche Paläste: Die Fassade zum Corso Giuseppe Mazzini zeigt den raffinierten Stil des 19. Jahrhunderts, während die Fassade zur Via Francesco de Seta spätbarock gehalten ist.
1881 war das Gebäude, wie viele andere in der Stadt, von den Arbeiten nach dem Manfredi-Plan zur Öffnung der Straßenachse des heutigen Corso Giuseppe Mazzini betroffen. Aus diesem Grund wurde die betroffene Fassade so aufgeteilt, dass das Gebäude mit der benachbarten Kirche des Franz von Paola auf eine Linie gebracht werden konnte.